# The Super Super Blues Band
The Super Super Blues Band — студійний альбом американського блюзового супергурту, що складався з Гауліна Вулфа, Мадді Вотерса і Бо Діддлі, випущений у 1968 році лейблом Checker.

## Опис
На початку 1967 року лейбл звукозапису Chess Records вирішив записати тріо блюзових зірок Бо Діддлі, Мадді Вотерса і Літтл Волтера. Матеріал тієї сесії вийшов під назвою Super Blues (1967). Пізніше, того ж року, до Діддлі і Вотерса приєднався Гаулін Вулф, який замінив хворого Літтл Волтера в блюзовій джем-сесії.
Сесія звукозапису проходила у вересні 1967 року на студії Ter-Mar Studios в Чикаго (Іллінойс). Бо Діддлі на грав на електрогітарі і використовував wah-wah педаль, Гаулін Вулф грав на акустичній гітарі і губній гармоніці, Мадді Вотерс на електрогітарі. Їм акомпонували: Отіс Спенн — піаніно, Г'юберт Самлін — гітара, Бадді Гай — бас, Кліфтон Джеймс — ударні і Кукі Ві — вокал і бубон.
На платівці 7 композицій, що тривають близько 44 хв. Альбом складається із відомих пісень, які виконані у психоделічному стилі.
Альбом був офіційно випущений 26 січня 1968 року на Checker Records (дочірнім лейблом Chess).

## Список композицій
1. «Long Distance Call» (Маккінлі Морганфілд) — 9:10
2. «Ooh Baby»/«Wrecking My Love Life» (Еллас Макденіел/Кліфтон Джеймс, Кей Макденіел) — 6:34
3. «Sweet Little Angel» (Роберт Макколлум) — 4:46
4. «Spoonful» (Віллі Діксон) — 4:10
5. «Diddley Daddy» (Еллас Макденіел) — 3:18
6. «The Red Rooster» (Віллі Діксон) — 7:25
7. «Goin' Down Slow» (Джеймс Берк Оден) — 4:49

## Учасники запису
- Гаулін Вулф — вокал, акустична гітара, губна гармоніка
- Мадді Вотерс — вокал, електрогітара
- Бо Діддлі — вокал, електрогітара
- Отіс Спенн — фортепіано
- Г'юберт Самлін — гітара
- Бадді Гай — бас
- Кліфтон Джеймс — ударні
- Кукі Ві — вокал, бубон

Технічний персонал
- Віллі Діксон — продюсер
- Джон Мало — інженер звукозапису
- Дон С. Бронстайн — фотографія обкладинки
- Джеррі Гріффіт — дизайн обкладинки
- Річард Мельтцер — текст до обкладинки